# Дален (Північна Дакота)
Дален (англ. Dahlen) — переписна місцевість (CDP) в США, в окрузі Нелсон штату Північна Дакота. Населення — 17 осіб (2020).

## Географія
Дален розташований за координатами 48°9′32″ пн. ш. 97°55′57″ зх. д. / 48.15889° пн. ш. 97.93250° зх. д. (48.158790, -97.932382).  За даними Бюро перепису населення США в 2010 році переписна місцевість мала площу 0,36 км², уся площа — суходіл.

## Демографія
Згідно з переписом 2010 року, у переписній місцевості мешкало 18 осіб у 8 домогосподарствах у складі 6 родин. Густота населення становила 50 осіб/км².  Було 17 помешкань (47/км²).
Расовий склад населення:
| - 100,0 % — білих |

До двох чи більше рас належало 0,0 %. Частка іспаномовних становила 5,6 % від усіх жителів.
За віковим діапазоном населення розподілялося таким чином: 27,8 % — особи молодші 18 років, 72,2 % — особи у віці 18—64 років, 0,0 % — особи у віці 65 років та старші. Медіана віку мешканця становила 38,0 року. На 100 осіб жіночої статі у переписній місцевості припадало 80,0 чоловіків;  на 100 жінок у віці від 18 років та старших — 85,7 чоловіків також старших 18 років.
Цивільне працевлаштоване населення становило 66 осіб. Основні галузі зайнятості: сільське господарство, лісництво, риболовля — 63,6 %, виробництво — 36,4 %.